# Stamboom Paul Romanov (1754-1801)
Dit is de stamboom van Paul Romanov (1754-1801).
| Stamboom Paul Romanov (1754-1801) | Stamboom Paul Romanov (1754-1801)                                                                                       | Stamboom Paul Romanov (1754-1801)                                                                                       | Stamboom Paul Romanov (1754-1801)                                                                                       | Stamboom Paul Romanov (1754-1801)                                                                                       | Stamboom Paul Romanov (1754-1801)                                                                                       | Stamboom Paul Romanov (1754-1801) | Stamboom Paul Romanov (1754-1801)                                                                                       | Stamboom Paul Romanov (1754-1801)                                                                                       | Stamboom Paul Romanov (1754-1801)                                                                                       | Stamboom Paul Romanov (1754-1801) | Stamboom Paul Romanov (1754-1801)                                                                                       |
| --------------------------------- | --- | --- | --- | --- | --- | --- | --- | --- | --- | --- | --- |
| Grootouders                       | Karel Frederik van Holstein-Gottorp x Anna Petrovna                                                                     | Karel Frederik van Holstein-Gottorp x Anna Petrovna                                                                     | Karel Frederik van Holstein-Gottorp x Anna Petrovna                                                                     | Karel Frederik van Holstein-Gottorp x Anna Petrovna                                                                     | Karel Frederik van Holstein-Gottorp x Anna Petrovna                                                                     | Christiaan August van Anhalt-Zerbst x Johanna Elisabeth van Sleeswijk-Holstein-Gottorp                                                                                                | Christiaan August van Anhalt-Zerbst x Johanna Elisabeth van Sleeswijk-Holstein-Gottorp                                  | Christiaan August van Anhalt-Zerbst x Johanna Elisabeth van Sleeswijk-Holstein-Gottorp                                  | Christiaan August van Anhalt-Zerbst x Johanna Elisabeth van Sleeswijk-Holstein-Gottorp                                  | Christiaan August van Anhalt-Zerbst x Johanna Elisabeth van Sleeswijk-Holstein-Gottorp                                                            | Christiaan August van Anhalt-Zerbst x Johanna Elisabeth van Sleeswijk-Holstein-Gottorp                                  |
| Ouders                            | Peter III Fjodorovitsj (1728-1762) x Sophie Augusta Frederika van Anhalt-Zerbst-Dornburg (1729-1796) Catharina de Grote | Peter III Fjodorovitsj (1728-1762) x Sophie Augusta Frederika van Anhalt-Zerbst-Dornburg (1729-1796) Catharina de Grote | Peter III Fjodorovitsj (1728-1762) x Sophie Augusta Frederika van Anhalt-Zerbst-Dornburg (1729-1796) Catharina de Grote | Peter III Fjodorovitsj (1728-1762) x Sophie Augusta Frederika van Anhalt-Zerbst-Dornburg (1729-1796) Catharina de Grote | Peter III Fjodorovitsj (1728-1762) x Sophie Augusta Frederika van Anhalt-Zerbst-Dornburg (1729-1796) Catharina de Grote | Peter III Fjodorovitsj (1728-1762) x Sophie Augusta Frederika van Anhalt-Zerbst-Dornburg (1729-1796) Catharina de Grote                                                               | Peter III Fjodorovitsj (1728-1762) x Sophie Augusta Frederika van Anhalt-Zerbst-Dornburg (1729-1796) Catharina de Grote | Peter III Fjodorovitsj (1728-1762) x Sophie Augusta Frederika van Anhalt-Zerbst-Dornburg (1729-1796) Catharina de Grote | Peter III Fjodorovitsj (1728-1762) x Sophie Augusta Frederika van Anhalt-Zerbst-Dornburg (1729-1796) Catharina de Grote | Peter III Fjodorovitsj (1728-1762) x Sophie Augusta Frederika van Anhalt-Zerbst-Dornburg (1729-1796) Catharina de Grote                           | Peter III Fjodorovitsj (1728-1762) x Sophie Augusta Frederika van Anhalt-Zerbst-Dornburg (1729-1796) Catharina de Grote |
| Paul Romanov (1754-1801)          | | | | | | | | | | | |
| Gehuwd met                        | x 1773 Wilhelmina Louisa van Hessen-Darmstadt (1755-1776)                                                               | x 1776 Sophia Dorothea van Württemberg (1759-1828) Maria Fjodorovna                                                     | x 1776 Sophia Dorothea van Württemberg (1759-1828) Maria Fjodorovna                                                     | x 1776 Sophia Dorothea van Württemberg (1759-1828) Maria Fjodorovna                                                     | x 1776 Sophia Dorothea van Württemberg (1759-1828) Maria Fjodorovna                                                     | x 1776 Sophia Dorothea van Württemberg (1759-1828) Maria Fjodorovna | x 1776 Sophia Dorothea van Württemberg (1759-1828) Maria Fjodorovna                                                     | x 1776 Sophia Dorothea van Württemberg (1759-1828) Maria Fjodorovna                                                     | x 1776 Sophia Dorothea van Württemberg (1759-1828) Maria Fjodorovna                                                     | x 1776 Sophia Dorothea van Württemberg (1759-1828) Maria Fjodorovna                                                                               | x 1776 Sophia Dorothea van Württemberg (1759-1828) Maria Fjodorovna                                                     |
| Kinderen                          | ? | Alexander I (1777-1825) x 1793 Louise van Baden (1779-1826) Elizabeth Fjodorovna                                        | Constantijn (1779-1831)                                                                                                 | Alexandra (1783-1801) x Jozef van Toscane                                                                               | Helena (1784-1803) x 1799 Frederik Lodewijk van Mecklenburg-Schwerin (1778-1819)                                        | Maria (1786-1859) x 1804 Karel Frederik van Saksen-Weimar-Eisenach (1783-1853) | Catharina (1788-1819) x 1816 Willem I van Württemberg (1781-1864)                                                       | Olga (1792-1795) | Anna (1795-1865) x 1816 Willem II van Oranje-Nassau (1792-1849)                                                         | Nicolaas (1796-1855) x Charlotte van Pruisen (1798-1860)                                                                                          | Michael (1798-1849) |
| Kleinkinderen                     | ? | Maria (1799-1800) Elizabeth (1806-1808)                                                                                 | ? | ? | Paul Frederik (1800-1842) Marie Louise Frederika (1803-1862)                                                            | Paul Alexander Karel Constantijn Frederik August (1805-1806) Marie Louise Alexandrina (1808-1877) Augusta Marie Louise Catharina (1811–1890) Karel Alexander August Johan (1818–1901) | Marie (1816-1887) Sophia (1818-1877)                                                                                    | - | Willem III (1817-1890) Alexander (1818-1848) Hendrik (1820-1879) Ernst Casimir (1822) Sophie (1824-1879)                | Alexander II (1818-1881) Maria (1819-1876) Olga (1822-1892) Alexandra (1825-1844) Konstantin (1827-1892) Nikolai (1831-1891) Mikhail (1832 -1909) | ? |